# Jankat Yılmaz
Jankat Yılmaz [jɑŋ.kat ˈjɯl.məz] (* 16. August 2004 in Istanbul) ist ein türkischer Fußballtorwart.

## Karriere

### Vereine

#### Galatasaray Istanbul
Jankat Yılmaz wechselte 2017 im Alter von zwölf Jahren von Akdeniz Kartalları Gençlik ve Spor in das Nachwuchsleistungszentrum des Topklubs Galatasaray Istanbul. 2022 wurde Yılmaz Teil des Profikaders. Im Sommer 2024 verlängerte er seinen Vertrag bis zum Ende der Saison 2026/27.

#### Adanaspor
Jankat Yilmaz unterzeichnete einen Einjahresvertrag bei Adanaspor. Der Verein einigte sich mit Galatasaray für eine Leihe bis zum Ende der Saison 2024/25. Das Leihgeschäft wurde im Januar 2025 aufgelöst und Yılmaz kehrte zu Galatasaray Istanbul zurück.

## Erfolge
Galatasaray Istanbul
- Türkischer Fußballmeister: 2023
- Türkischer Fußballmeister: 2024
- Türkischer Supercupsieger: 2023